# Compagnia del Gesù o della Disciplina di Santa Croce
La Compagnia del Gesù o della Disciplina di Santa Croce è stata un'antica confraternita di Firenze.

## Storia
Fu fondata il 6 dicembre 1332 con lo scopo della cura spirituale, devozionale e di penitenza dei suoi iscritti, tra cui figuravano molti nobili. Si riuniva in uno degli ambienti del convento di Santa Croce, in particolare nei pressi del chiostro Grande, usato come cimitero, con ingresso dalla porta minore a destra della facciata. 
In origine si trattava di una compagnia di disciplina, ma l'usanza di autoflagellarsi appare in disuso negli statuti del 1635, rimasta come eventualità legata al giudizio dei Rettori. La maggior parte delle attività avveniva a volto coperto, per evidenziare l'uguaglianza tra i confratelli.
Nel censimento delle confraternite del 1783 sono ricordati 310 confratelli, esclusivamente nobili. Come moltissime altre confraternite toscane, fu soppressa da Pietro Leopoldo il 21 marzo del 1785 e mai più ripristinata.

## Pratiche religiose
La confraternita era tra quelle che si riunivano più spesso: tutte le domeniche, i mercoledì e le feste comandate, mobili e fisse. Dalla festa di san Francesco (4 ottobre) a Pasqua le riunioni si svolgevano la sera, l'altra metà dell'anno al mattina; il mercoledì era sempre celebrato di sera. Per alcune festività le riunioni ("tornate") erano ben due: Ognissanti, Natale, Circoncisione di Gesù, Purificazione di Maria, Domenica delle Palme, Giovedì e Venerdì Santo. In questi ultimi giorni della Settimana Santa inoltre la Compagnia sfilava in processione nella basilica di Santa Croce.
La festa solenne della Compagnia era il 3 maggio, giorno dell'Invenzione della Croce.

## Stemma e simboli
Lo stemma era in campo azzurro, con un sole d'oro che incorniciava il cristogramma (IHS) di rosso, sormontato da una crocetta pure rossa. 
Sulla veste i confratelli avevano ricamato sulla spalla destra il nome "Giesù" con una crocetta rossa e il numero di immatricolazione. La veste, quando non indossata nelle processioni e nelle solennità, veniva tenuta appesa alla spalliera della panca dove ciascun confratello si sedeva durante le tornate.